# ナイト・トーキョー・デイ
『ナイト・トーキョー・デイ』（Map of the Sounds of Tokyo）は、2009年のスペイン映画。

## ストーリー
孤独な女のリュウは昼間は築地市場で働いているが、夜になると殺し屋として裏社会で活動するという2つの顔を持っていた。ある日、リュウは恋人を亡くしたワイン店経営者のダビと出会い、恋に落ちる。だが、ダビは次の殺しのターゲットだった。

## キャスト
- リュウ - 菊地凛子
- ダビ - セルジ・ロペス
- 録音技師 - 田中泯
- 長良 - 中原丈雄
- 石田 - 榊英雄：長良の部下。
- ミドリ - あびる優：ダビの恋人。長良の娘。

なお、押尾学も出演していたが、合成麻薬MDMAの所持・服用（詳細は押尾学事件を参照）によって出演部分が日本版ではすべてカットされている。オリジナル版には押尾が登場するシーンも収録されている。

## 評価
第62回カンヌ国際映画祭のコンペティション部門で上映され、フランス映画高等技術委員会賞を受賞した。